# Коџи Морисаки
Коџи Морисаки (јап. 森﨑 浩司; 9. мај 1981) јапански је фудбалер.

## Каријера
Током каријере играо је за Санфрече Хирошима.

## Репрезентација
Са репрезентацијом Јапана наступао је на олимпијским играма 2004.